# Rynchosie
Rynchosie (Rhynchosia) je rod rostlin z čeledi bobovité (Fabaceae). Jsou to povětšině liány s trojčetnými listy a žlutými květy, rostoucí v počtu asi 200 druhů téměř po celém světě od teplých oblastí mírného pásu po tropy. Některé druhy mají velmi nápadná, dvoubarevná, červeno-černá semena.

## Popis
Rynchosie jsou převážně popínavé liány, řidčeji vzpřímené polokeře nebo keře. Listy jsou trojčetné nebo řidčeji jednolisté, s opadavými nebo vytrvalými palisty. Lístky jsou obvykle trojžilné, na obou stranách nebo jen na jedné straně žláznaté. Květenství je úžlabní, většinou hrozen, někdy je větvené nebo jsou květy jednotlivé. Kalich je zvonkovitý, s 5 nestejnými zuby. Koruna je žlutá a delší než kalich nebo krátká. Pavéza je okrouhlá až oválná, na bázi s dovnitř zahnutými oušky, často s purpurovým až červenohnědým žilkováním či kresbou. Křídla a člunek jsou podobně velké, zahnuté. Tyčinek je 10 a jsou dvoubratré. Semeník je téměř nebo zcela přisedlý, vlnatý, nejčastěji se 2 vajíčky a se čnělkou v horní polovině zahnutou. Lusky jsou zploštělé, různých tvarů, pukavé, většinou dvousemenné a mezi semeny do různé míry zaškrcené. Semena jsou ledvinovitá až okrouhlá, nejčastěji hnědá, černá nebo červeno-černá a v plodu nejsou oddělena přehrádkami.

## Rozšíření
Rod Rhynchosia je po světě široce rozšířen od teplých oblastí mírného pásu po tropy. Není zastoupen v Evropě a v severní a střední Asii. Je známo asi 190 až 200 druhů.

## Obsahové látky
Některé druhy rynchosií mají omamné účinky, složení účinných alkaloidů však dosud není přesně známo. Mezi tyto druhy náleží zejména R. phaseoloides, R. longiracemosa a R. pyramidalis.
Listy Rhynchosia minima obsahují flavony, zejména isovitexin a deriváty apigeninu, dále steroidní glykosidy (ergosterol, stigmasterol, lupeol), dále bergapten, isopimpinellin, umbelliferon a beta-sitosterol. Semena jsou jedovatá a hořká a obsahují kyselinu gallovou a protokatechovou, prodelfinidin, diacetát hydrochinonu a glykoflavony. V druzích R. bracteata a R. jacobii byly zjištěny vitexin, isovitexin, orientin, isoorientin a deriváty apigeninu.

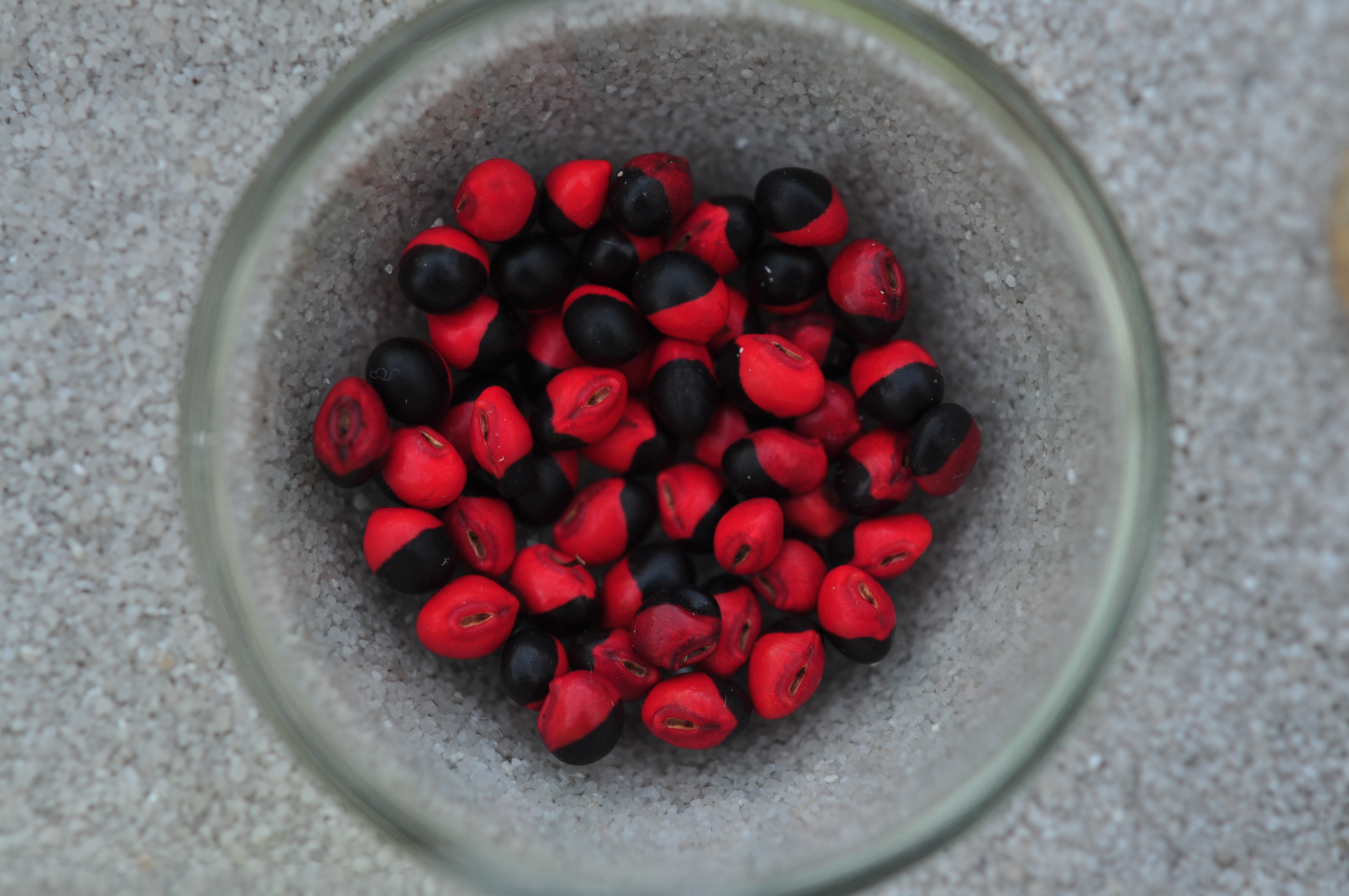
Semena Rhynchosia phaseoloides

## Význam
Druhy Rhynchosia volubilis a R. dielsii jsou využívány v čínské medicíně, R. minima v Indii.